# Estación Salinas Grandes
La Estación Salinas Grandes era una estación ferroviaria del Ferrocarril de Península Valdés que unía la ciudad de Puerto Pirámides con el lugar del mismo nombre, en la Provincia del Chubut. El ferrocarril funcionó desde 1901 hasta 1920 cuando fue clausurado. La estación se ubicaba en el kilómetro 32 de la línea, junto a los yacimientos de sal.